# Kati und Mim-Mim
Kati und Mim-Mim (englisch Kate and Mim-Mim) ist eine kanadische 3D-Animationsserie. Sie handelt von den Abenteuern des kleinen Mädchens Kati und ihres Plüschkaninchens Mim-Mim. Die Serie richtet sich an Vorschulkinder und soll diesen Lösungen für große und kleine Probleme ihres Alltags aufzeigen.

## Handlung
Die Serie handelt von der 5-jährigen Kati und ihrem lila Plüschhasen Mim-Mim. Mit diesem reist sie in jeder Folge in die Fantasiewelt Mimiloo, wo Mim-Mim lebensgroß wird und mit Kati spannende Abenteuer erlebt. Am Ende jeder Episode kehrt sie in die Realität zurück und berichtet ihren Eltern, was sie erlebt hat.

## Veröffentlichung
Die Serie wurde 2014 zuerst in Kanada und im Vereinigten Königreich ausgestrahlt. Im deutschsprachigen Fernsehen waren ab dem 3. November 2014 bislang 52 Episoden zuerst auf Super RTL und später auf ORF eins zu sehen.

## Auszeichnungen
- Leo Awards 2015: Nominiert in der Kategorie Best Overall Sound in an Animation Program or Series für die Episode „Bunch O’ Boomers“[3]